# 安藤泰作
安藤 泰作（あんどう たいさく、1974年2月17日 - ）は、日本の漫画家、政治家。品川区議会議員（3期目）。漫画家としてのペンネームは、庵堂田吾作（あんどう たごさく）。宮城県仙台市出身。

## 経歴
ペンネーム『庵堂田吾作』を名乗り、2001～2004年にかけて、週刊少年ジャンプや週刊少年チャンピオン、コミックバンチ、ヤングアニマル、月刊少年ガンガン、月刊アフタヌーンなど。多くの大手漫画雑誌編集部に原稿を持ち込みをしていた。しかし各編集部の評は総じて「女の子が可愛くない」というものだった。懸命に持ち込みを続けるも連載に繋がらない安藤に対して、2ちゃんねるアニメ漫画業界板には彼を観察する専用スレまで立つ状況だった。こうした状況の中、安藤は2006年の品川区議会議員補欠選挙で、共産党区議として初当選を果たした。この急展開は2ちゃんねるでも話題になり、「漫画家志望者がいきなり政界転向とはついていけない」「庵堂田吾作三十路で無職と煽っている間に、自分も三十路で無職になってしまった」などのコメントが寄せられた。2019年4月21日の品川区区議選で再選を果たし、2020年現在、4期目を務めている。日本共産党品川区議団副幹事長。

## 年譜
- 1994年、日本共産党に入党。
- 1997年、宮城教育大学卒。
- 1998年、漫画家を志して上京し、漫画家のアシスタントを務める。
- 2002年、「To The Max」でコミックバンチ漫画大賞奨励賞を受賞する。
- 2003年、『コミックバンチ』第13号にて、コミックバンチ漫画大賞のイラストを執筆した。
- 2006年、品川区議会議員補欠選挙で初当選。『安藤たい作ニュース』発刊。
- 2007年、品川区議会議員選挙で再選を果たす。
- 2011年、品川区議会議員選挙で次点。
- 2015年、品川区議会議員選挙で返り咲き再選。
- 2019年、品川区議会議員選挙で当選。